# Catherine Crowe
Catherine Crowe (Borough Green (Kent), 1800? - ?, 1876) was een Engels schrijfster van romans en korte verhalen.
Haar geboortenaam was Catherine Stevens. In 1822 trouwde zij met een officier genaamd Crowe. Zij bracht het grootste deel van haar leven door in Edinburgh.
Haar boeken tonen een voorliefde voor horror en het bovennatuurlijke en waren in haar tijd vrij populair. Haar Adventures of Susan Hopley; or Circumstantial Evidence (1841) en The Story of Lilly Dawson (1847) zijn regelrechte griezelromans. In haar bekendste werk, The Night Side of Nature (1848), een verhalenbundel, probeert zij rationele verklaringen te geven voor bovennatuurlijke zaken.
- Bibsys: 1092202
- Gemeinsame Normdatei: 140181601
- International Standard Name Identifier: 0000 0000 8009 8327
- Library of Congress Control Number: n82208107
- Nationale Bibliotheek van Tsjechië: xx0075467
- Nationale bibliotheek van Australië: 35216687
- Nationale Bibliotheek van Israël: 987007433420705171
- Nederlandse Thesaurus van Auteursnamen: 089500350
- Système universitaire de documentation: 105634298
- Trove: 869335
- Virtual International Authority File: 204520933
- WorldCat: E39PBJh8PwtVXkHkBjQtMmgBT3